# Pic de les Capceres d'Estany Roi
|  | No s'ha de confondre amb Pic del Cap d'Estany Roi. |

El Pic de les Capceres d'Estany Roi, és una muntanya que es troba en el límit dels termes municipals de la Vall de Boí i de Vilaller, a l'Alta Ribagorça; està situada en el límit del Parc Nacional d'Aigüestortes i Estany de Sant Maurici i la seva zona perifèrica.
El pic, de 2.584,9 metres d'altitud, es troba en la cresta que separa l'occidental Vall de Barravés de l'oriental Vall de Llubriqueto. Està situat al nord-nord-oest de la Collada de Fenerui i al sud-est del Pic del Cap d'Estany Roi.

## Rutes
- Vall de Llubriqueto: Des del Pla de la Cabana, seguint per la Pleta del Pi, el Barranc d'Estany Roi, l'Estany Roi i la Collada de Fenerui.
- Vall de Barravés: Des del Pantà de Baserca pel Barranc de Fenerui i la Collada de Fenerui.[2]